# Пий III
Пий III (лат. Pius PP. III), в миру — Франческо Нанни Тодескини-Пикколомини (итал. Francesco Nanni Todeschini-Piccolomini; 9 мая 1439, Сартеано, Сиенская республика — 18 октября 1503[…], Рим) — папа римский с 22 сентября по 18 октября 1503 года на протяжении 27 дней. Племянник папы Пия II. Второй папа римский из итальянского  рода Пикколомини.

## Биография

### Ранняя карьера
Франческо родился в городе Сартеано, его родителями были Нанно Тодескини и Лаудомия Пикколомини.
Детство Франческо Тодескини было полно лишений. Но когда его дядя Эней-Сильвий Пикколомини был избран папой под именем Пия II, способный юноша смог поступить на юридический факультет университета Перуджи. В 1460 году он получил степень доктора канонического права. Кроме того, стал папским легатом в Анконе.
Аббат-коммендант цистерианского аббатства Санта-Мария-ди-Аккуалунга с 6 февраля 1460 по 22 сентября 1503. Архиепископ Сиены с 6 февраля 1460 по 22 сентября 1503. Кардинал-дьякон с титулярной диаконией Сант-Эустакьо с 5 марта 1460 по 22 сентября 1503. Апостольский администратор епархии Фермо с 21 февраля 1485 по 26 мая 1494 и с 1496 по 22 сентября 1503. Апостольский легат в Перуджи и Умбрии с 5 ноября 1488 по 15 ноября 1489. Апостольский администратор епархии Пенцы и Монтальчино с 31 октября 1495 по 14 марта 1498.
30 августа 1471 года Тодескини-Пикколомини был возведён в сан кардинала-протодьякона.
В 1484 или 1485 году кардинал-протодьякон Франческо Нанни Тодескини-Пикколомини, во время одной из пастырских поездок, торжественно освятил небольшую готическую церковь, построенную у могилы словенского национального героя Эразма Ямского (Люэгга).
В 1492 году в честь своего дяди Пия II кардинал-протодьякон Франческо Нанни Тодескини-Пикколомини основал Пикколоминиевскую библиотеку в родной Сиене. В 1502 году стены библиотеки расписал великий Пинтуриккьо.

### Папство
В 1503 году кандидатами на папский престол на конклаве, собравшемся после смерти Александра VI, были выдвинуты французский кардинал д’Амбуаз и его друг Джулиано делла Ровере, который вернулся из изгнания. В конклаве участвовали 39 кардиналов (21 итальянский кардинал, 11 испанских и 7 французских). Поначалу ни один кандидат не получил большинства голосов. Между тем, к Риму были подтянуты три армии, «морально поддерживавшие» различных кандидатов:
- армия Людовика XII,
- армия Фердинанда II Арагонского и
- вооружённые силы Чезаре Борджиа.

Чезаре взял верх — и Папой был избран 64-летний кардинал-протодьякон Тодескини-Пикколомини, к тому времени тяжело страдавший подагрой. Коронация состоялась 8 октября 1503 года.
25 сентября 1503 года новый понтифик объявил о целях своего понтификата:
- немедленная реформа церкви в связи с созданием Совета кардиналов.
- жёсткие реформы по расходам и финансовому положению церкви.
- мир в Папской области.

Он поддержал Чезаре Борджиа и подтвердил его полномочия на постах гонфалоньера и капитан-генерала Святой церкви.
26 сентября 1503 Пий III разрешил 8500 французским солдатам пройти мимо Рима на Неаполь.

### Смерть
Пий III руководил Святым престолом недолго — всего 27 дней, он был более чем лоялен к семье Борджиа. Длительные церемонии посвящения и коронации так утомили Пия, что он слёг в постель. Современные ему хронисты[кто?] утверждали, что Пий III был отравлен, но доказательств этому утверждению не найдено.
Пий III был похоронен в римской базилике Св. Петра. Позднее его перезахоронили в другой римской базилике — Сант-Андреа-делла-Валле.

### В кинематографе
- «Борджиа» — популярный мелодраматический сериал Нила Джордана (производство Канада—Венгрия—Ирландия, 2011—2013 годы). Кардинала Пикколомини сыграл британский актёр Боско Хоган.
- «Борджиа» — франко-германо-чешско-итальянский телесериал, 2011 год. Режиссёры — Оливер Хиршбигель, Метин Хусейн, Кристоф Шреве. Кардинала Пикколомини, впоследствии папу Пия III сыграл сербский актёр Предраг Белац.